# Кристоф VI Витцтум фон Екщедт
Кристоф VI Витцтум фон Екщедт (на немски: Christoph VI Graf Vitzthum von Eckstädt; * 9 декември 1633 в дворец Кведлинбург; † 19 декември 1711 в дворец Шьонвьолкау) е граф от род Витцтум-Екщедт, господар в Тифензе, камерхер и ритмайстер в Курфюрство Саксония.
Той е единствен син на Кристоф IV Витцтум-Екщедт (1594 – 1653) и Хедвиг Елизабет фон Рауххаупт († 1634), дъщеря на Хилдебранд фон Рауххаупт (1570 – 1605) и Катарина фон Шлаберндорф. Баща му се жени втори път на 19 октомври 1636 г. във Волфсбург за София фон Хан († 1676).
През 1659 г. Кристоф VI Витцтум фон Екщедт купува изостаналото рицарско имение Клайнвьолкау. Той го пристроява и загражда с ровове. Затова херцог Кристиан I фон Саксония-Мерзебург го дава на съд при курфюрст Йохан Георг II.
Той е помощен член на литературното общество „Fruchtbringenden Gesellschaft (Palmenorden“).

## Фамилия
Кристоф VI Витцтум фон Екщедт се жени на 11 ноември 1656 г. за Мария Луитгарда фон Таубе (* 27 декември 1627; † 18 май 1667), която му донася от предишен брак имения. Те имат шест дъщери и три сина.
Кристоф VI Витцтум фон Екщедт се жени втори път на 15 януари 1668 г. в Дрезден за Йохана Хелена фон Найтшютц (* 27 януари/юни 1649, Рьорсдорф; † 21 ноември 1707, Тросин), дъщеря на полковник Рудолф фон Найтшютц (1614 – 1682) и Магдалена фон Остерхаузен (1621 – 1675). Те имат Те имат 17 деца, между тях два сина:
- Фридрих I Витцтум фон Екщедт (* 10 януари 1675, Вьолкау; † 13 април 1726, Надарцин, Варшава), кабинет-министър, женен за Рахел Шарлота фон Хойм (* 1 ноември 1676, Дройсиг; † 17 март 1753, Скаска), дъщеря на фрайхер Лудвиг Гебхард фон Хойм (1631 – 1711) и Катарина София фон Шьонфелд (1699 – 1681); имат един син:
  - Лудвиг Зигфрид I Витцтум фон Екщедт (* 14 юли 1716, Дрезден; † 5 декември 1777, Дрезден)
- Кристиан Витцтум фон Екщедт (* 4 февруари 1681; † 7 октомври 1738, Дрезден), женен за Ева Мария фон Мойзебах (* 1685; † 9 декември 1720, Дрезден); имат една дъщеря